# Michael Brecher
Michael Brecher (* 14. März 1925; † 16. Januar 2022 in Montreal) war ein kanadischer Politikwissenschaftler und Professor an der McGill University in Montreal. Sein Fachgebiet waren die Internationalen Beziehungen. 1999/2000 amtierte er als Präsident der International Studies Association (ISA).
Brecher, der an der Yale University zum Ph.D. promoviert wurde, war ab 1952 an der McGill University tätig: erst als Lecturer, von 1954 bis 1958 als Assistant professor, bis 1963 als Associate professor, bis 1993 als Professor und danach als R.B. Angus Professor of Political Science. Er war Gastprofessor an der University of Chicago (1963), der Hebräischen Universität Jerusalem (1970–75), der University of California, Berkeley (1979) und der Stanford University (1980).
Zu seinen Forschungsschwerpunkten zählten die Internationale Politik im Nahen Osten, insbesondere der arabisch-israelische Konflikt und der Friedensprozess, sowie die Internationale Politik in Südasien.

## Schriften (Auswahl)
- Political leadership and charisma: Nehru, Ben-Gurion, and other 20th century political leaders. Intellectual Odyssey. Springer Science+Business Media, New York 2016.
- The world of protracted conflicts. Lexington Books, Lanham 2016, ISBN 9781498531870.
- gemeinsam mit Frank P. Harvey (Hrsg.): Millennial Reflections on International Studies, University of Michigan Press, Ann Arbor 2002, ISBN 978-0-472-11273-9.
- mit Jonathan Wilkenfeld: A Study of Crisis, University of Michigan Press, Ann Arbor 1997, ISBN 978-0-472-10806-0.
- Nehru. A political biography. Oxford University Press, London/New York 1959.
- The struggle for Kashmir. Ryerson Press, Toronto 1953.